# Manipel
Manipel je bila taktična vojaška enota rimske vojske. 
Prvotno so Rimljani uporabljali falango, ki so jo prevzeli od Etruščanov, po porazu proti Galcem leta 390 pr. n. št. pa so uvedli bistveno bolj prilagodljive maniple po vzoru Samnitov. Sprva je bil manipel sestavljen iz dveh centurij. V času boja je manipel sestavil pravokotnik 120 legionarjev (10 vrst po 6 mož na centurijo; centuriji sta bili razporejeni druga ob drugi). Z Marijevimi reformami je manipel izgubil svojo bivšo vlogo, saj je tako postal sestavni del kohorte, ki so bili tvorjeni iz treh maniplov. 
Manipli so bili z reformami ob začetku rimskega imperija popolnoma odpravljeni, centurije pa so bile neposredno podrejene kohorti.